# Jan Jansen
Ne doit pas être confondu avec Jan Janssen.
Jan Jansen (né le 26 février 1945) est un coureur cycliste néerlandais spécialiste du cyclisme sur piste. Il participe aux Jeux olympiques d'été de 1968 dans l'épreuve du tandem. Avec son coéquipier Leijn Loevesijn, il remporte la médaille d'argent.

## Palmarès

### Jeux olympiques
- Jeux olympiques de 1968 à Mexico,  Mexique
  -  Médaille d'argent.